# Kerkslavisch

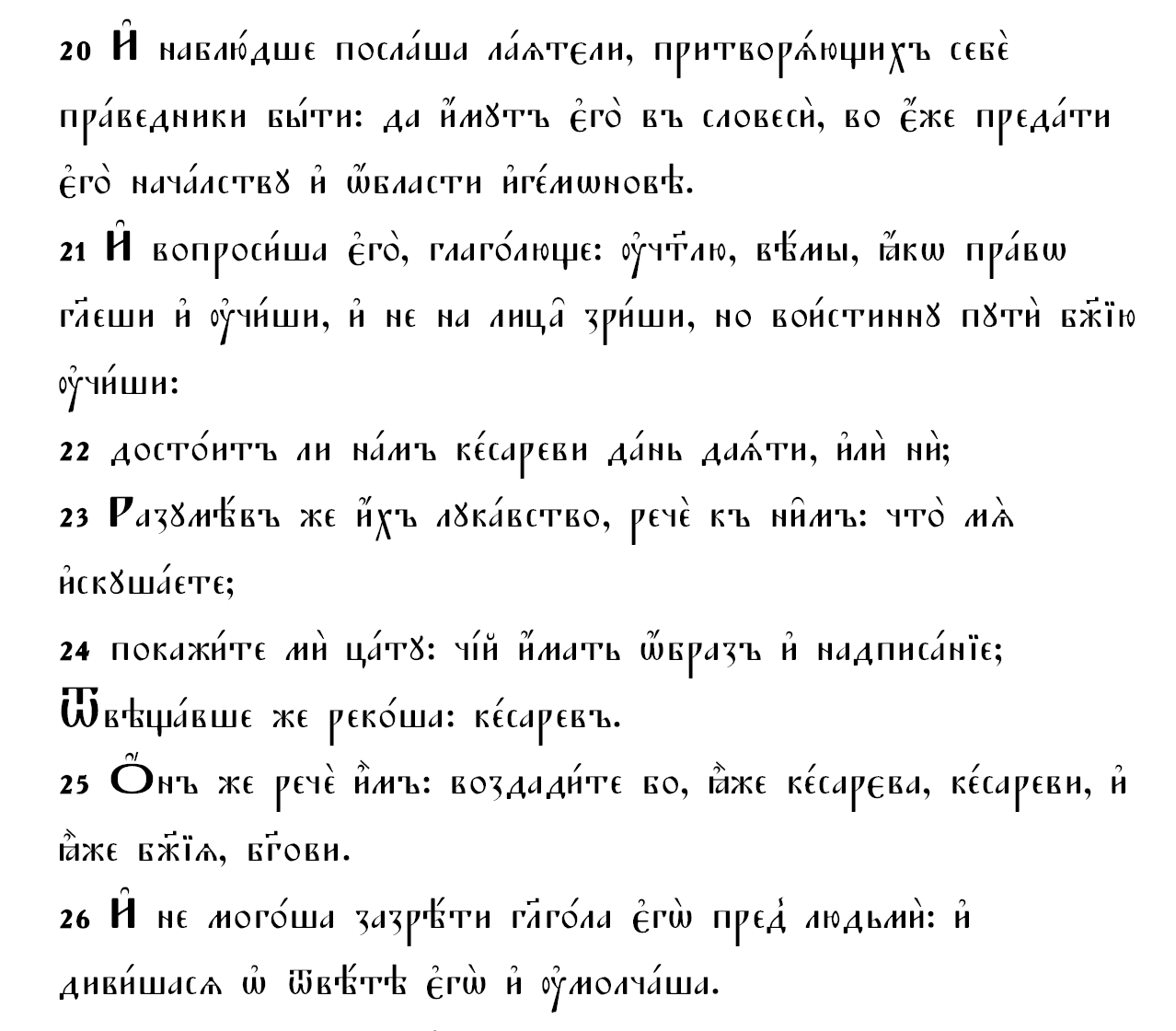
Een voorbeeld van Kerkslavisch (Lucas 20:20-26)

Het Kerkslavisch (славе́нскїй ѧ҆зы́къ, slavenskii ęzykŭ) is de liturgische taal van de Slavische oosters-orthodoxe en oosters-katholieke kerken. Het huidige Kerkslavisch is voortgekomen uit het Oudkerkslavisch, wat gebaseerd was op een oud Zuidslavisch (Macedonisch-Bulgaars) dialect, en kent verschillende lokale varianten (zogenoemde redacties). De taal wordt geschreven in het Cyrillisch schrift en wordt enkel als heilige taal gebruikt.

## Geschiedenis
De in Rusland ontstane teksten (sinds de 11e eeuw) vertonen afwijkingen die de taal tot Russisch-kerkslavisch stempelen, de Servische variant noemt men Servisch-kerkslavisch, de Bulgaarse Middelbulgaars. Het Kerkslavisch werd ook wel als algemene schrijftaal gebruikt. Dit was bijvoorbeeld tot in de 18e eeuw, deels 19e eeuw het geval in Rusland. Daarna maakte het pas plaats voor de respectieve nationale spreektalen. Het huidige Russisch bevat nog steeds veel Kerkslavische elementen.

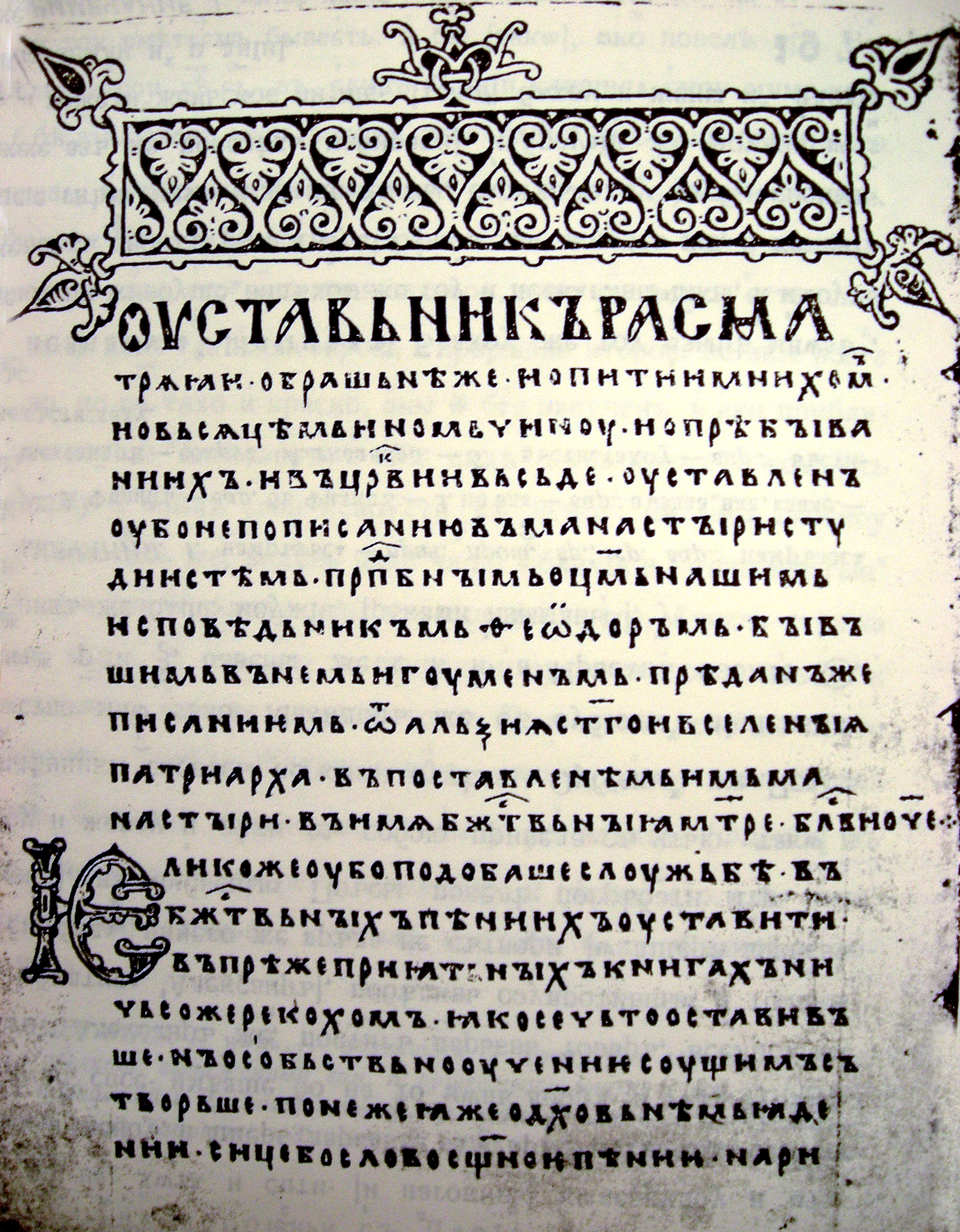
Een voorbeeld van een Oudkerkslavisch manuscript

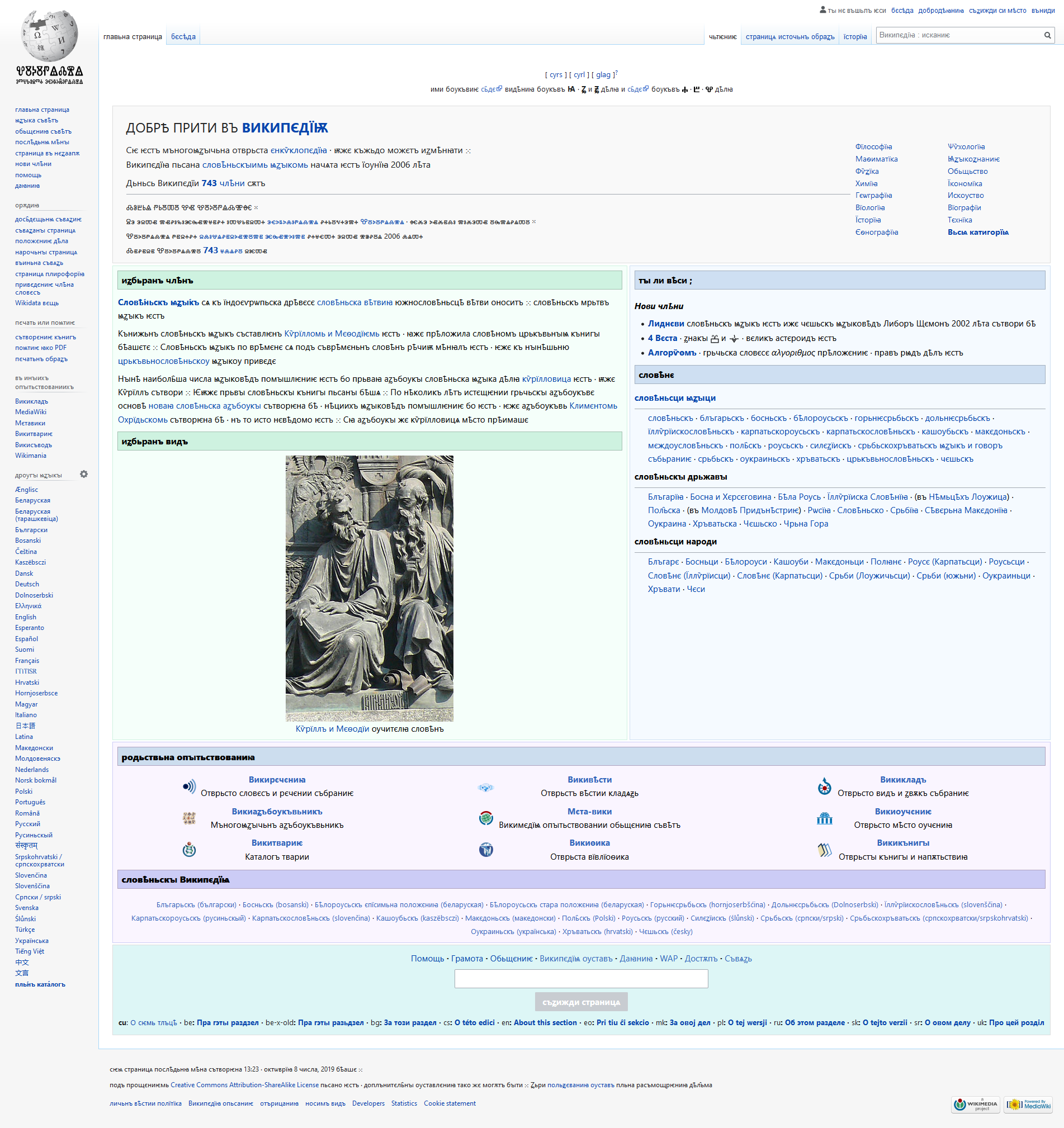
Oudkerkslavisch Wikipedia

## Kerken die Kerkslavisch gebruiken
- Bulgaars-Orthodoxe Kerk
- Oekraïens-Orthodoxe Kerk
- Pools-Orthodoxe Kerk
- Russisch-Orthodoxe Kerk
- Servisch-Orthodoxe Kerk